# Zaborowo (powiat włocławski)
Zaborowo – kolonia w Polsce, w województwie kujawsko-pomorskim, w powiecie włocławskim, w gminie Izbica Kujawska.
Do 31 grudnia 2023 miejscowość była kolonią wsi Józefowo.